# Luachimo
Luachimo é uma distrito urbano e comuna angolana do município de Chitato, que se localiza na província de Lunda Norte.
O distrito é uma extensão da cidade de Dundo-Chitato, a capital provincial.